# Francisco San Diego
Francisco Capiral San Diego (ur. 10 października 1935 w Obando, zm. 26 sierpnia 2015 w Pasig) – filipiński duchowny katolicki, biskup Pasig w latach 2003-2010.

## Życiorys
Święcenia kapłańskie przyjął 21 grudnia 1963 i został inkardynowany do archidiecezji manilskiej. Pracował przede wszystkim w manilskich parafiach, był także obrońcą węzła w sądzie biskupim oraz wikariuszem biskupim dla dystryktu Makati.
6 czerwca 1983 papież Jan Paweł II mianował go biskupem-koadiutorem wikariusza apostolskiego Palawan. Sakry biskupiej udzielił mu 10 sierpnia tegoż roku abp Bruno Torpigliani. Pełnię rządów w diecezji objął 18 grudnia 1987.
12 lipca 1995 został mianowany biskupem San Pablo, zaś 28 czerwca 2003 biskupem Pasig (ingres odbył się 21 sierpnia 2003).
21 grudnia 2010 przeszedł na emeryturę.
Zmarł w szpitalu w Pasig 26 sierpnia 2015.